# 古雷獸
古雷獸（學名：Paleosyops）是一屬細少的雷獸。牠們在美國懷俄明州的化石床上甚為普遍，主要都是一些化石牙齒。所有其下的物種中，以P. major體型最大，差不多有貘般大小。其描述者約瑟夫·萊迪（Joseph Leidy）在看了其像尖牙的犬齒後，錯誤認為古雷獸是杂食性动物。但現在已知所有雷獸其实都是草食性，而大部份沒有角的雷獸都有這樣的犬齒，有可能是用來防範獵食者及種內比併。

## 外部連結
https://web.archive.org/web/20070205182121/http://www.ansp.org/museum/leidy/paleo/paleosyops.php

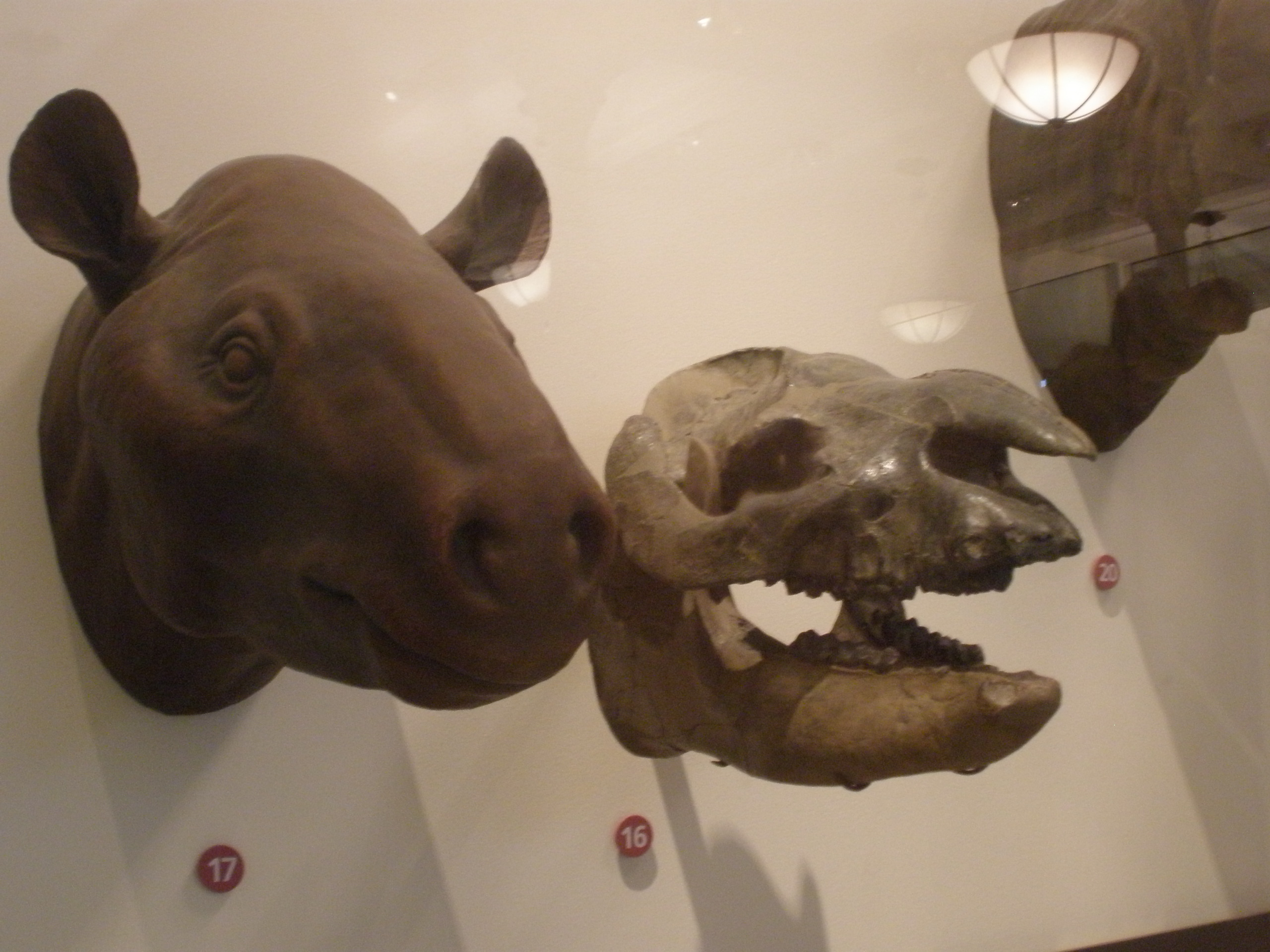
Palaeosyops leidyi